# Max & Luzie
Max & Luzie war eine deutsche Comicheft-Serie, die 1983 vom Compact Verlag in Zusammenarbeit mit der Allianz Versicherung ins Leben gerufen wurde. Die Reihe wurde 2002 nach 74 Ausgaben eingestellt.
Als Zeichner fungierte, unter anderem, Franz Gerg. Die Buchvorlagen lieferten Marie Ranke und Wolfgang J. Fuchs. Hauptautorin war aber die Redakteurin Monika Sattrasai, die 34 Szenarien der 68 Hefte vor dem Relaunch September 2001 schrieb. Jedes Heft umfasst ca. 20 Seiten und enthält neben einem 16-seitigen Comic noch eine Vorschau auf das nächste Heft sowie 2–3 Seiten für eine sogenannte Ideenbörse (Witze, Rätsel, Internet-Tipps) und eine Aktionsbühne (z. B. Bastelanleitungen).

## Inhalt
Erzählt werden die Abenteuer der Kinder Max und Luzie, die gemeinsam mit dem genialen, aber sehr zerstreuten Erfinder Kieks durch die Zeit reisen. Kieks, dem die bahnbrechende Erfindung eines Computers gelang, der Raum- und Zeitsprünge möglich macht, hat ein Flugmobil konstruiert, mit dem man sich durch die Zeit bewegen kann. Ermöglicht wird dies, indem die Reisenden die Pedale treten. Je kräftiger sie treten, desto weiter gelangen sie in die Vergangenheit.
So können die drei in die verschiedenen Epochen der Menschheitsgeschichte reisen. Sie besuchen berühmte Persönlichkeiten, wie z. B. Leonardo da Vinci oder Marco Polo; aber machen auch Bekanntschaft mit den Wikingern oder statten Sparta einen Besuch ab. Die Protagonisten Max und Luzie bereisen so nach und nach alle fünf Kontinente. So spielen Teile der Comic-Reihe z. B. bei den Inkas in Südamerika oder bei Al Capone in Nordamerika, bei Kleopatra in Ägypten (Afrika), bei den Germanen in Europa, in Siam (Asien) oder auch in Sydney (Australien). Ständig geraten sie dabei in irgendwelche Abenteuer und nicht selten in Gefahr, können sich aber mit Geschicklichkeit und List immer wieder befreien. Einmal spielt ihr Bordcomputer verrückt und sie landen statt in der Vergangenheit in der Zukunft des Planeten Erde. Doch auch aus dieser Situation können sie sich befreien.

## Charaktere
Kieks: 

Kieks, seines Zeichens Techniker und Erfinder genialer Ausprägung. Trotz aller Intelligenz stellt sich aber immer wieder seine Tollpatschigkeit heraus und sein Hang zum Chaos. In nahezu jeder Folge verursacht er eine Bruchlandung mit der Zeitmaschine.
Max:

Der Junge Max muss einige Male seine praktischen Fähigkeiten unter Beweis stellen, wenn es darum geht, die Gruppe aus einer misslichen Lage zu befreien. Ansonsten lässt sein Geschichtswissen sehr zu wünschen übrig. Er gibt häufig vor, zu dem und dem Thema, was in der Schule behandelt wurde, gerade die Masern gehabt zu haben.
Luzie:

Luzie ist ein intelligentes, nettes Mädchen, das gerne Max in Sachen Geschichte Nachhilfeunterricht erteilt. Wenn es brenzlig wird, spornt sie die beiden männlichen Vertreter immer wieder an und kann auch sehr ungehalten werden, wenn etwas nicht so klappt, wie sie es sich in den Kopf gesetzt hat.
Weitere Charaktere, die in späteren Ausgaben die drei Protagonisten unterstützen:

Professor Shu, Dr. Laluna

## Hintergrund
Sinn der kostenlosen Comicreihe war zum einen, Geschichtswissen Kindern und Jugendlichen zu vermitteln, die die Zielgruppe von Max und Luzie bildeten. Zum anderen aber wurde in jeder Folge Werbung für die Allianz-Versicherung verpackt.
Wie sich die Figuren und die Comic-Reihe im Laufe der 20-jährigen Geschichte verändert haben, ist im Rückblick im letzten veröffentlichten Comic-Heft Max und Luzie Mississippi-Melodie (2002) zu sehen. Im Laufe der Zeit wurden nicht nur die Figuren immer frecher und moderner, sondern auch das Fortbewegungsmittel. Im Laufe der Zeit wird das bisher zur Fortbewegung dienliche Luftfahrrad nach Tandem-Art durch einen rasanten Timebreaker ersetzt. Mit der Ausgabe "Im Auge des Taifuns" wurden nicht nur die Figuren Max und Luzie modernisiert, es wurde auch das gesamte Heft hinsichtlich des Layouts überarbeitet. Auch wurden mit Professor Shu und Dr. Laluna zwei neue Figuren ins Leben gerufen.

## Fortsetzung
Im November 2024 erschien bei Kult Comics im Zuge einer zuvor gestarteten Integral-Ausgabe der Reihe ein Album mit dem Titel „Max & Luzie in der Antike – Neue spannende Abenteuer in der Weltgeschichte“. Der Band umfasst zwei 24-seitige neue Geschichten: „In Alexandria“ und „Auf den Spuren Platons“. Autoren sind Federico Frizzanti (Text und Szenario) und Jan Suski (Zeichnungen und Kolorierung).